# Halide Edib Adıvar

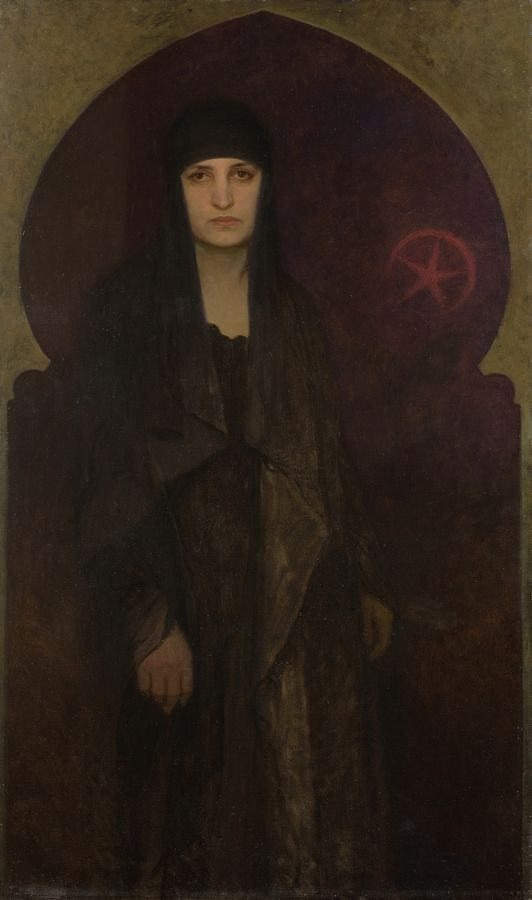
Halide Edib Adıvar na portrétu Alfonse Muchy, 1928

Halide Edip Adıvar (1883, Istanbul — 9. leden 1964, Istanbul) byla turecká spisovatelka, nacionalistická politička a bojovnice za práva žen.

## Život
Narodila se ve vzdělané bohaté rodině. Její matka zemřela, když byla Halide ještě dítě, vychovávala ji poté zbožná babička, členka mystického mevlevíjského řádu. Ta ji vedla k tradičním islámským a osmanským hodnotám. Získala však brzy též vzdělání západního typu, když studovala na Americkém dívčím gymnáziu v istanbulském Üsküdaru, její otec ji rovněž platil soukromé hodiny u učitelů literatury, filozofie či matematiky. Jeden z těchto soukromých učitelů, matematik Salih Zekid, se stal také jejím manželem. Ovšem rozvedli se roku 1910, když se Halide vzbouřila proti tomu, aby Salih přijal ještě další manželku. Jejím druhým manželem se stal roku 1917 historik vědy a politik Adnan Adıvar.
Roku 1908 byly v Turecku uvolněny poměry (tzv. „druhé konstituční období“) a mimo jiné i oslabena cenzura, což obnovilo publicistiku a literární i intelektuální život. Halide začala psát do mnoha novin a časopisů (zejm. do deníku Tanin) a také se angažovat ve feministickém hnutí: učila na Pedagogické škole pro ženy (Darülmuallimat) a založila i několik ženských spolků. V této době vydala svůj román Handan (Rodina), kde se prvně výrazně věnovala tématu emancipované ženy v Turecku a problémům, s nimiž se střetává. Krom feminismu jí bylo blízké i nacionální panturkické hnutí, byla aktivní v organizaci Turecké ohniště (Türk ocağı), jež vznikla roku 1912. Roku 1918 začala přednášet západní literaturu na univerzitě v Istanbulu. Po okupaci Izmiru Řeky v roce 1919 proti této okupaci bojovala, a to na publicistickém a politickém kolbišti a nakonec i na vojenském (nejprve byla zdravotní sestrou v polních nemocnicích, později se účastnila i bojů, získala hodnost rotmistra (başçavuş)).
Vítězství tureckého ataturkovského nacionalismu a vznik republiky (1923) uvítala. S Mustafem Kemalem (Atatürkem) se dokonce osobně znala. Ale rychle se s ním začala názorově rozcházet. Odmítala přervání pout s celým osmanstvím a plnou sekularizaci, tvrdila, že některé prvky tradice by si nový stát měl uchovat. Spory s kemalovci se vyhrotily natolik, že musela i s manželem roku 1925 odejít do exilu. Žili v Anglii, Francii, USA a Indii. Pobývala u Alfonse Muchy na Zbiroze, kde namaloval její portrét.
V exilu začala psát anglicky, aby jí západní publikum lépe přijalo. Anglicky napsala i svůj vůbec nejslavnější román Ulička Sinekli Bakkal (nejprve vyšel pod anglickým názvem The Clown and his Daughter), který popsal střetávání a prolínání východu a západu v Osmanské říši a výrazně přispěl k pochopení západu, čím se turecká kultura liší od arabské, ale i evropské. Stejnému tématu se věnovala i v esejistických knihách Turkey Faces West (Turecko tváří v tvář Západu, 1930) a Conflict of East and West in Turkey (Střet Východu a Západu v Turecku, 1935).
Do Turecka se vrátila v roce 1939, rok po Atatürkově smrti. Vrátila se i na Istanbulskou univerzitu, znovu učila literaturu. Dále se též věnovala psaní a zapojila se i do politického života, byla poslankyní tureckého parlamentu (1950–1954).
V Turecku je dodnes symbolem nového typu moderní ženy-vlastenky. Její literární hrdinky zosobňují její životní ideál: jsou hrdé, nepokorné, vzdělané, moderní a nacionalistické, ale zároveň si váží tradičních hodnot a drží se islámské morálky. Nejvýrazněji je tento typ ženy vykreslen v románech Ohnivá košile (Ateşten Gömlek, 1922) a Zabijte tu děvku (Vurun Kahpeye, 1926).